# Aït Izdeg
Ait Izdeg (franska: Ait Izdeg (CR), Ait Izdeg (Commune Rurale), arabiska: أيت عياش) är en kommun i Marocko.   Den ligger i provinsen Midelt och regionen Drâa-Tafilalet, 250 km sydost om huvudstaden Rabat. Antalet invånare är 8 004.